# Attacus
Genre
Attacus est un genre de lépidoptères (papillons) nocturnes originaires d'Asie, appartenant à la famille des Saturniidae et à la sous-famille des Saturniinae.

## Liste des espèces
- Attacus atlas (Linnaeus, 1758)
- Attacus aurantiacus W. Rothschild, 1895
- Attacus caesar Maassen, 1873
- Attacus crameri C. Felder, 1861
- Attacus dohertyi W. Rothschild, 1895
- Attacus erebus Fruhstorfer, 1904
- Attacus inopinatus Jurriaanse & Lindemans, 1920
- Attacus intermedius Jurriaanse & Lindemans, 1920
- Attacus lemairei Peigler, 1985
- Attacus mcmulleni Watson, 1914
- Attacus paraliae Peigler, 1985
- Attacus paukstadtorum Brechlin, 2010
- Attacus selayarensis Naumann & Peigler, 2010
- Attacus suparmani U. & L. Paukstadt, 2002
- Attacus taprobanis Moore, 1882
- Attacus wardi W. Rothschild, 1910

## Galerie de photographies

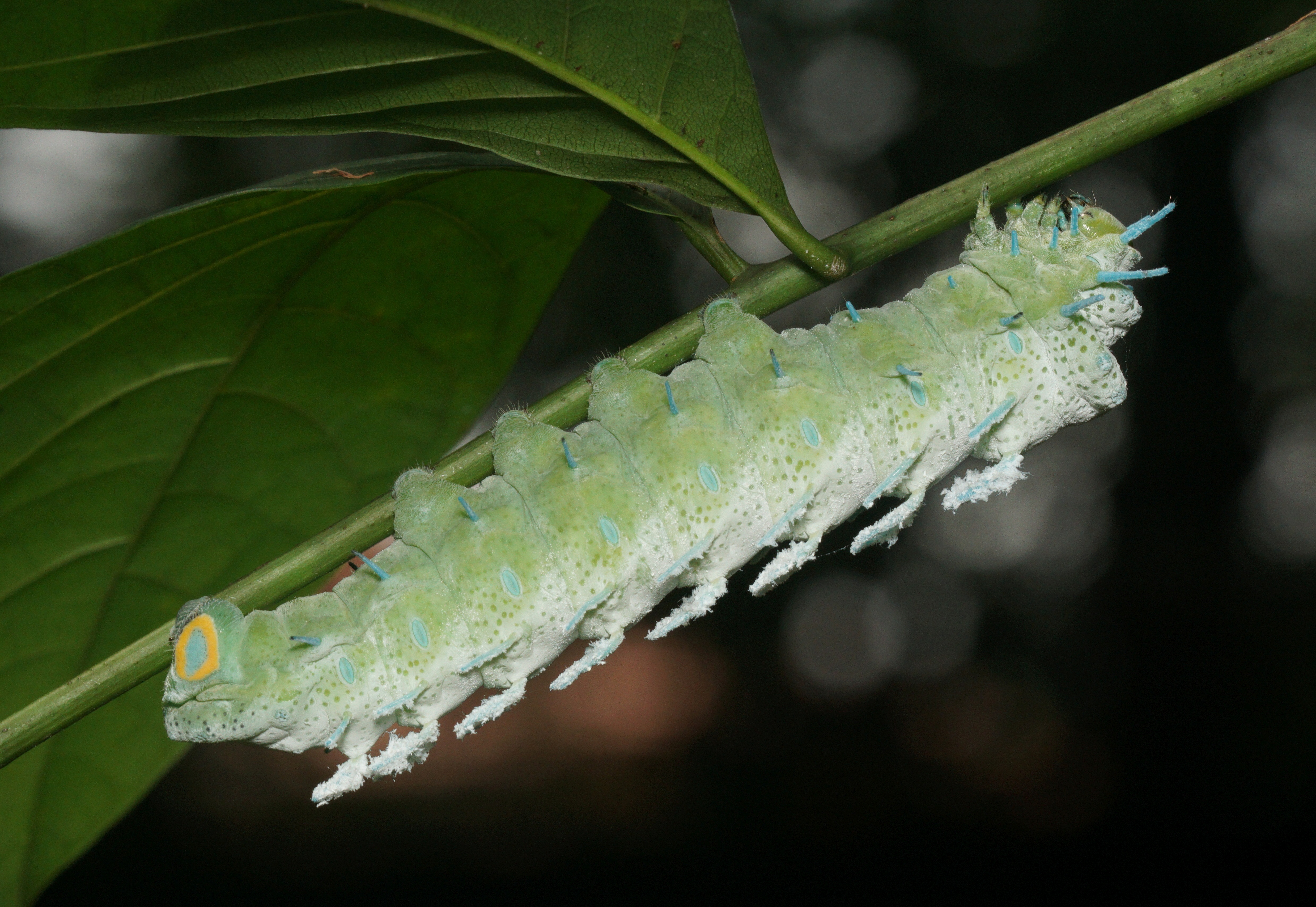
Une chenille d'Attacus taprobanis sur un Swietenia macrophylla.
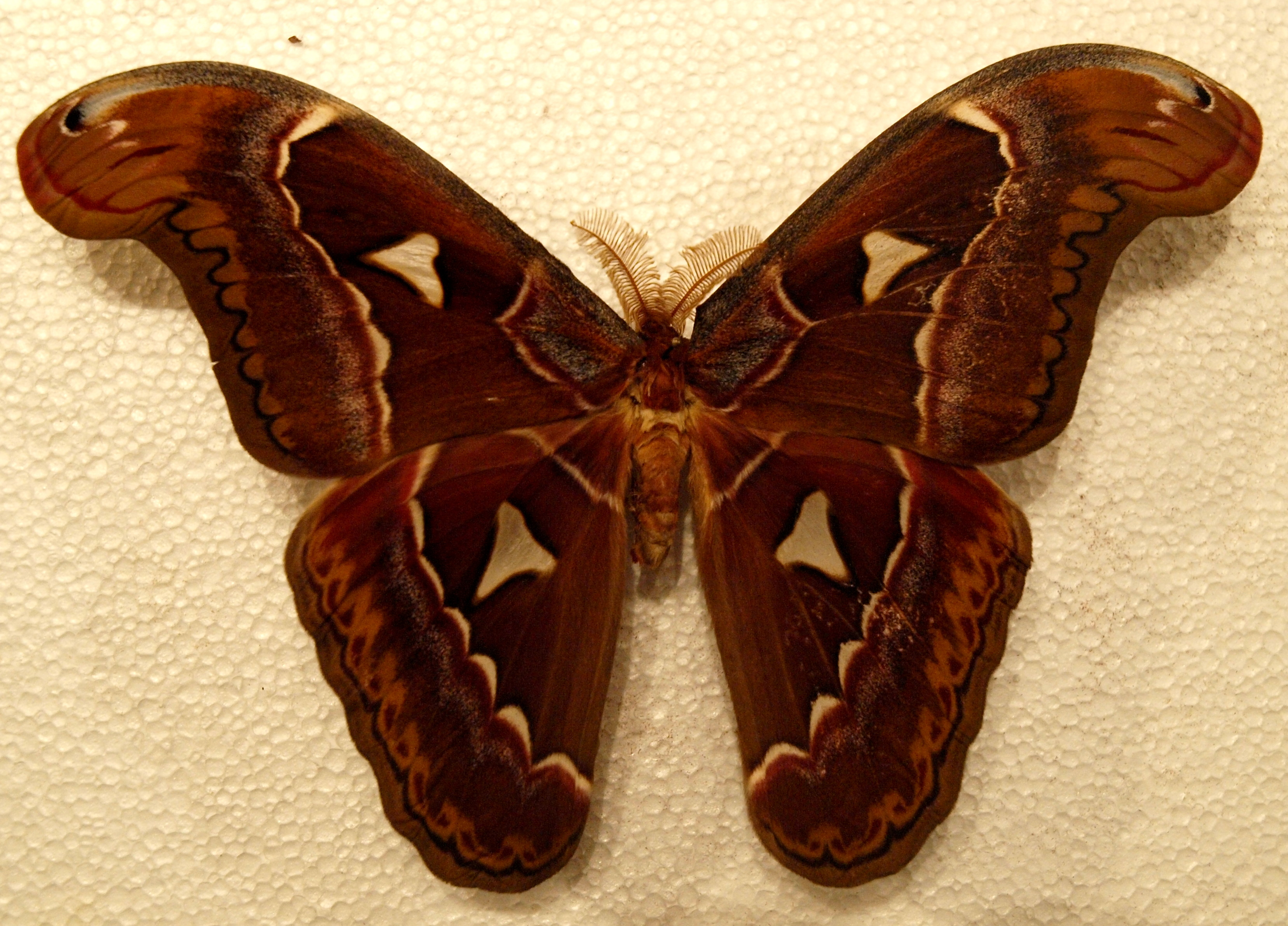
Un Attacus dohertyi (en) mâle.
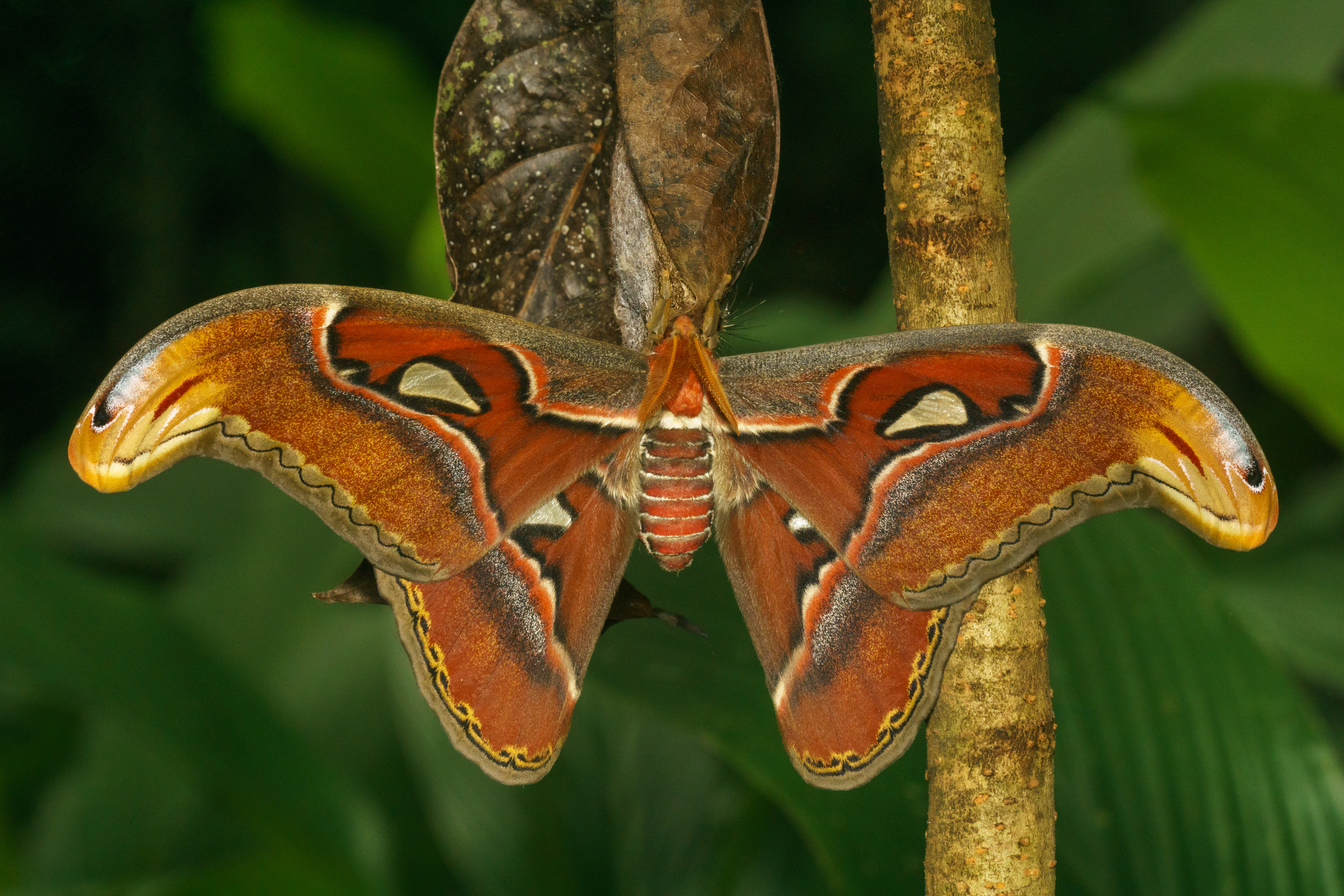
Un Attacus taprobanis (en) mâle, dans le Kerala (Inde).
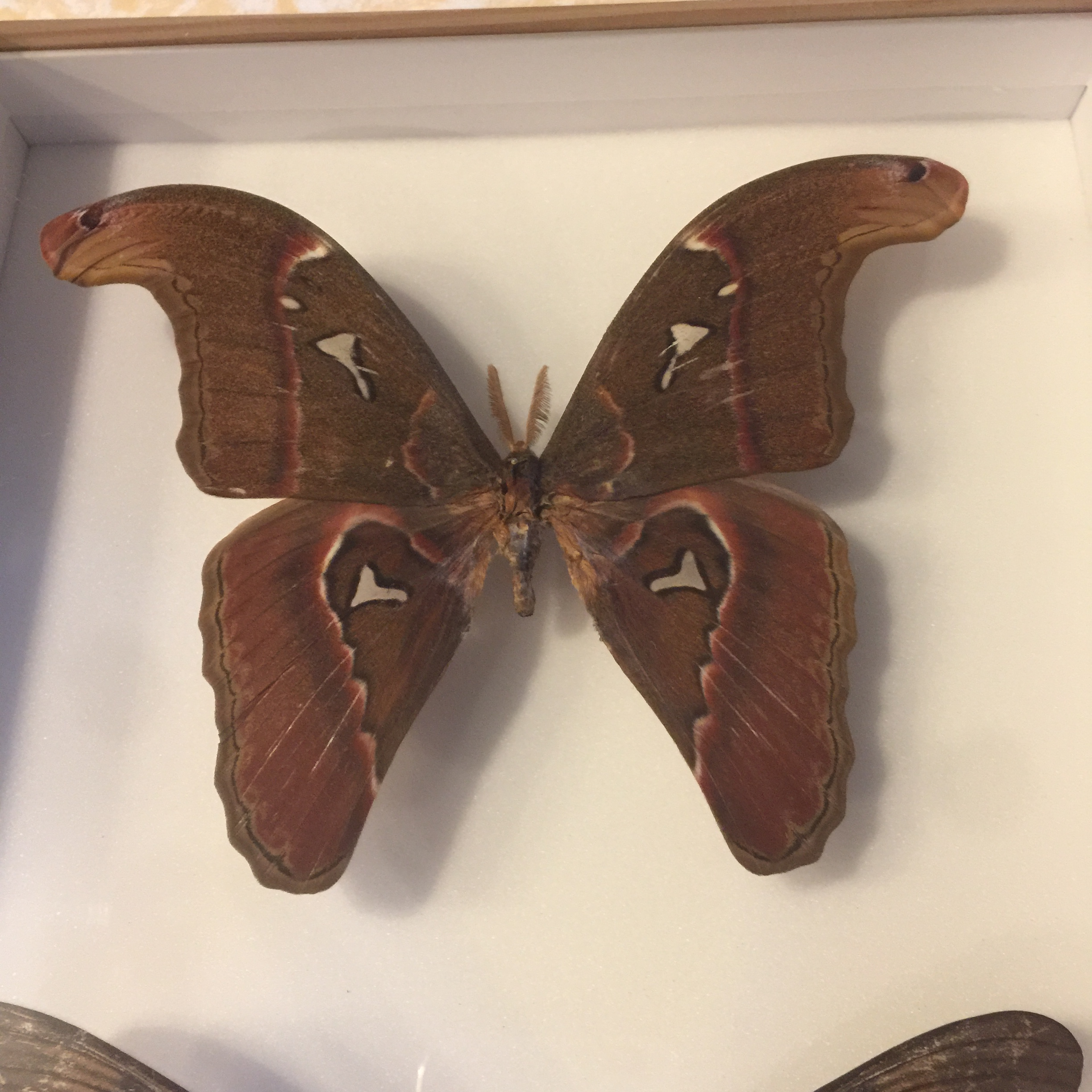
Un Attacus caesar naturalisé.
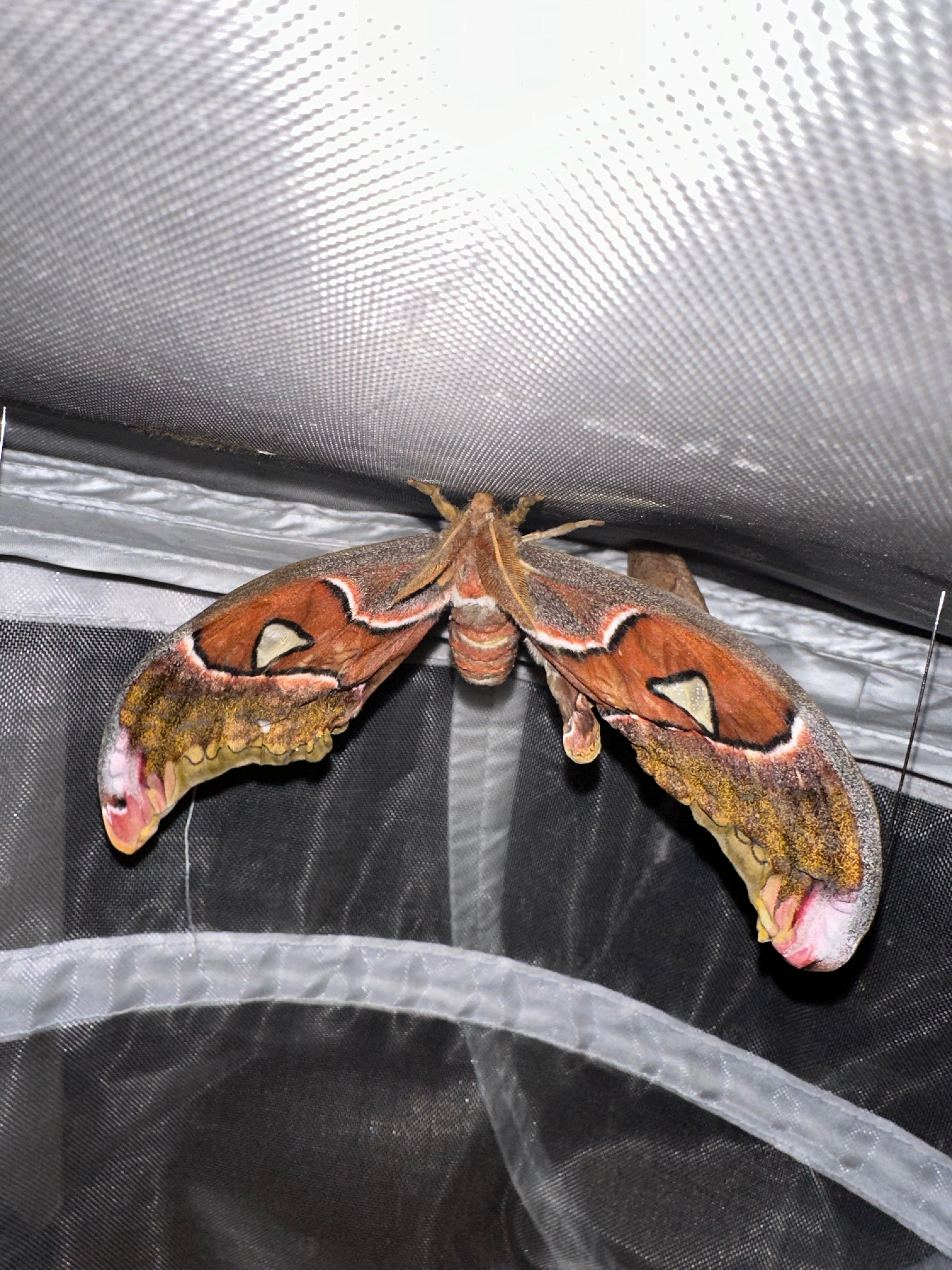
Un Attacus lorquinii (en) mâle venant d'émerger de son cocon.
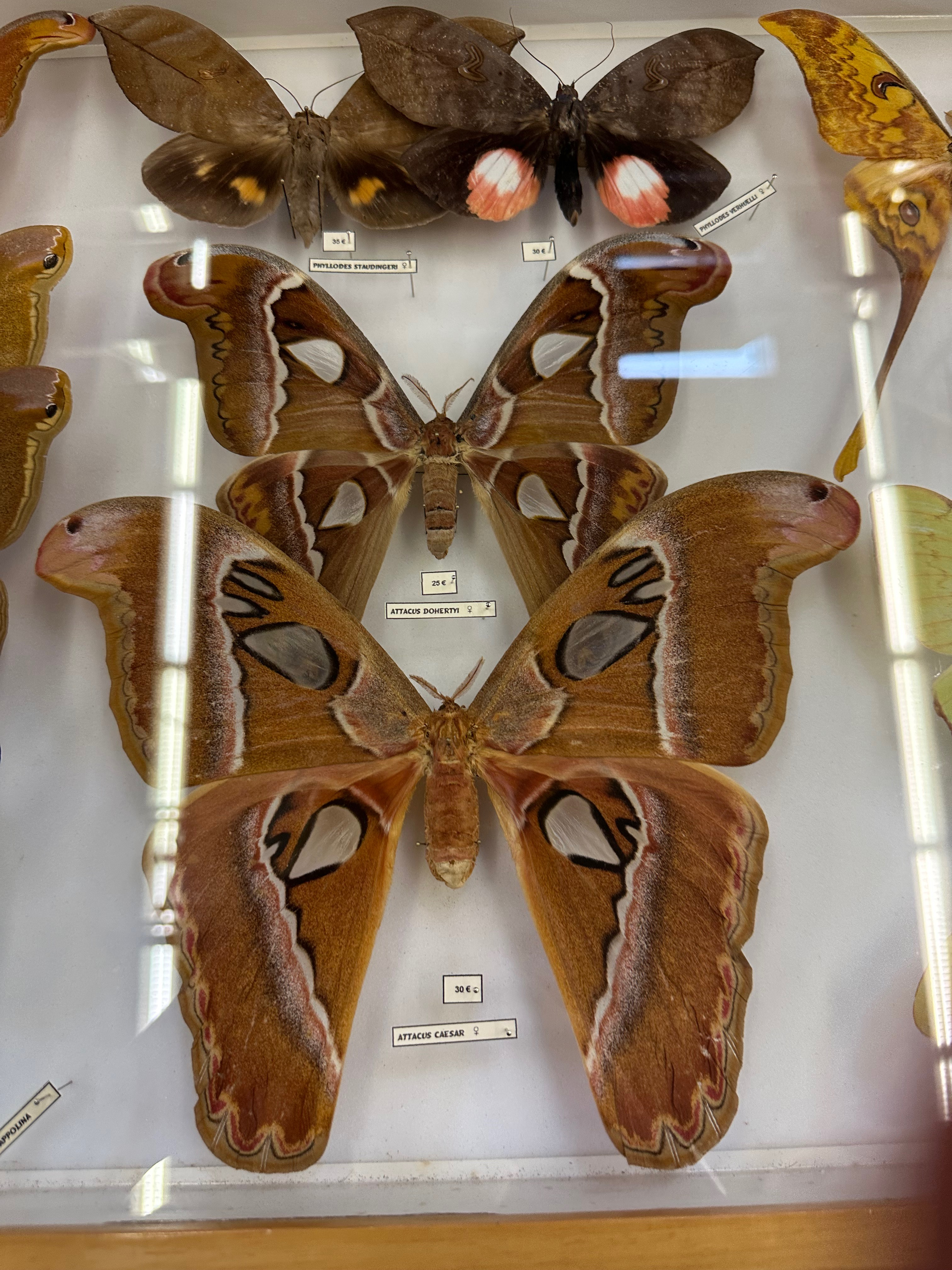
Une femelle Attacus caesar (en bas) et un mâle Attacus dohertyi (en) (en haut).
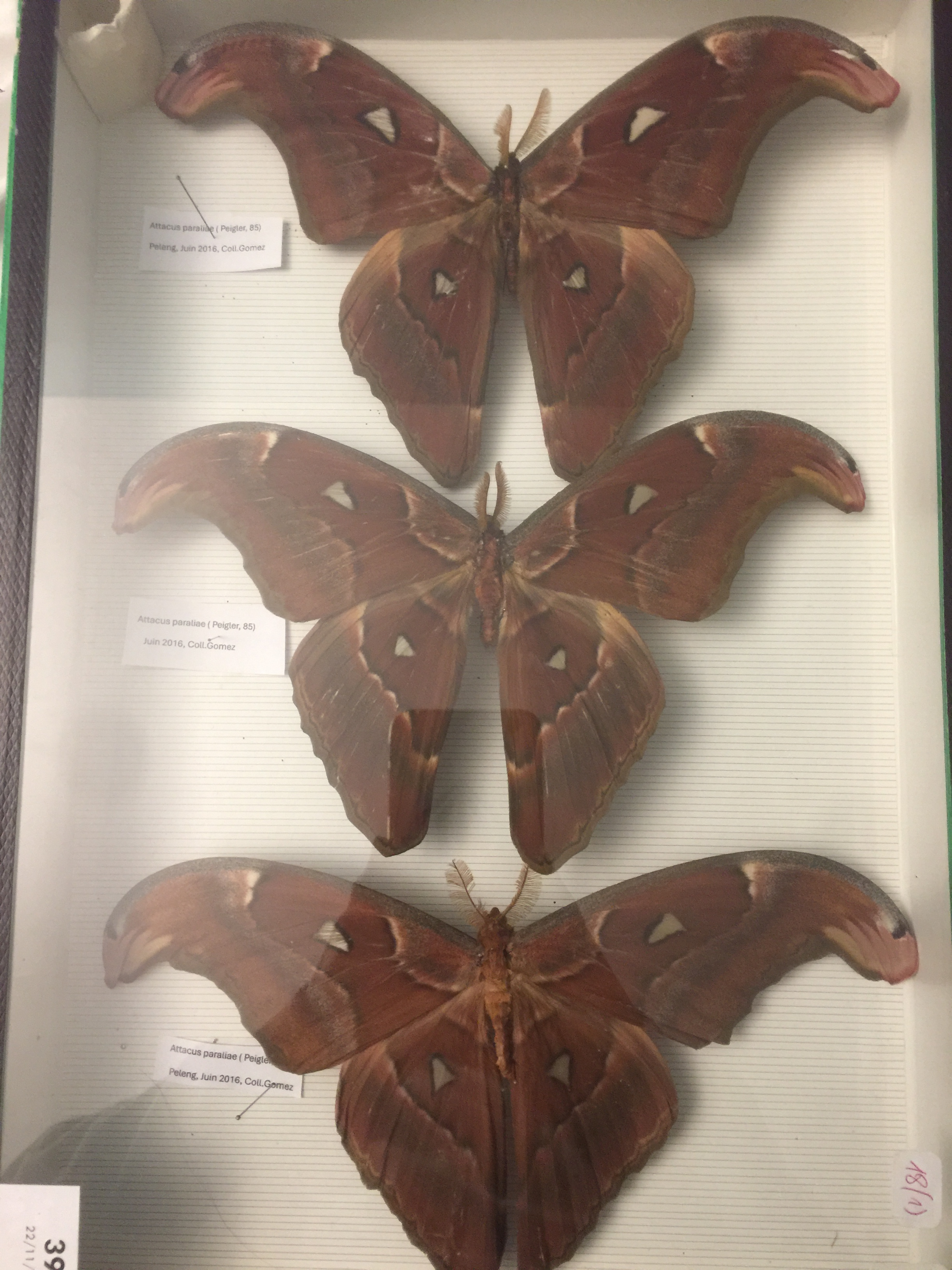
Un Attacus paraliae mâle.
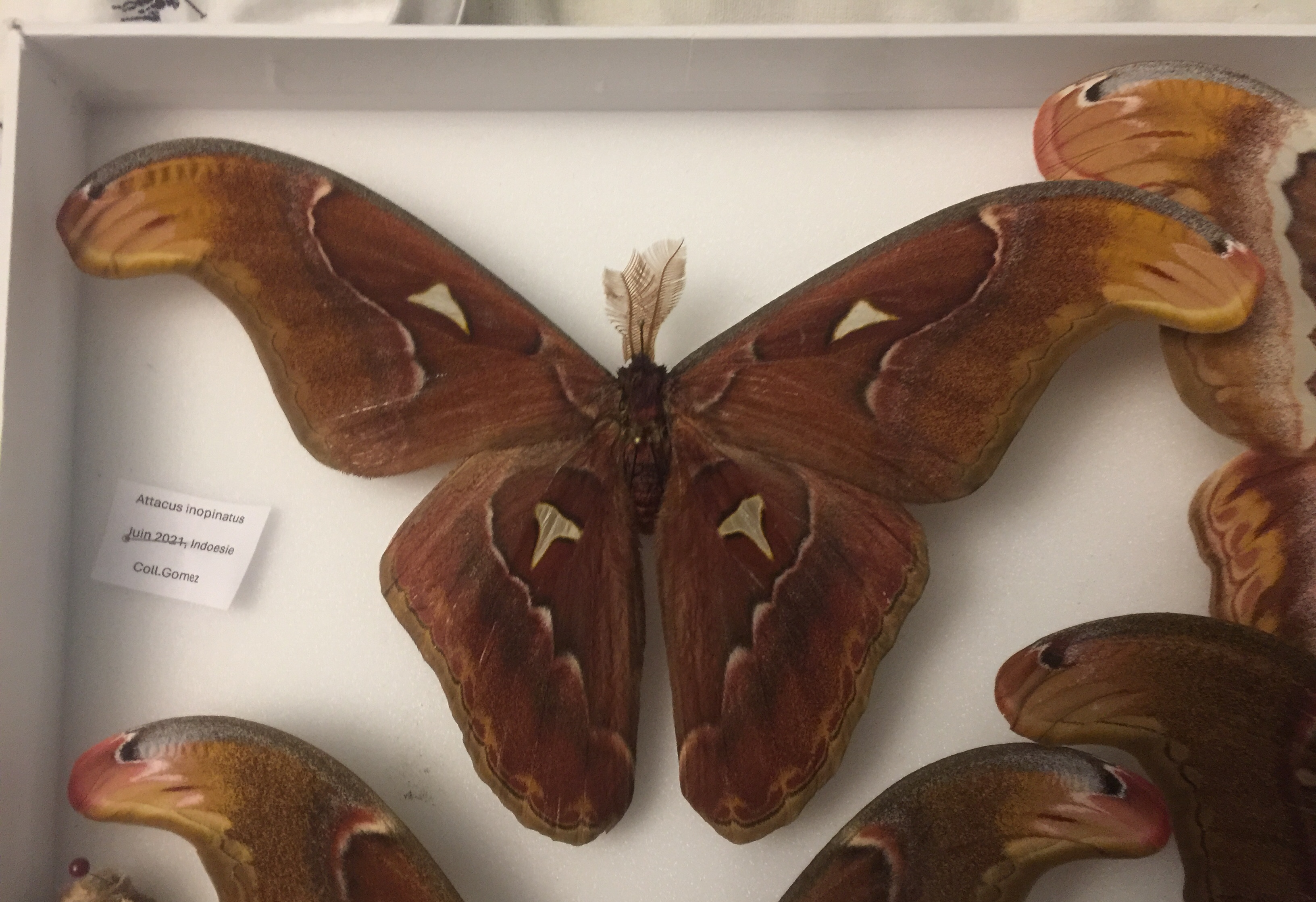
Un Attacus inopinatus (no) mâle.
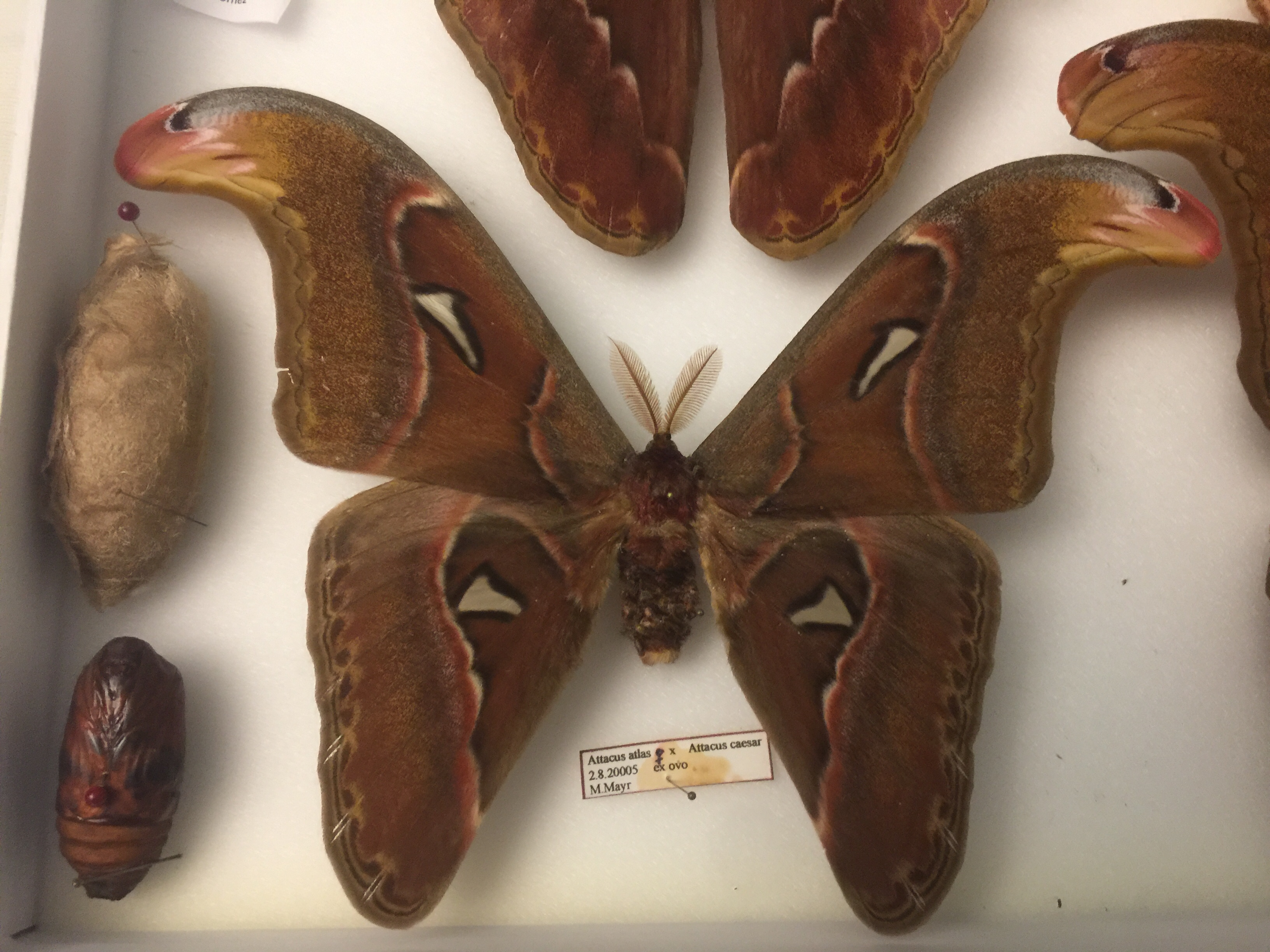
Un hybride Attacus atlas X caesar mâle.
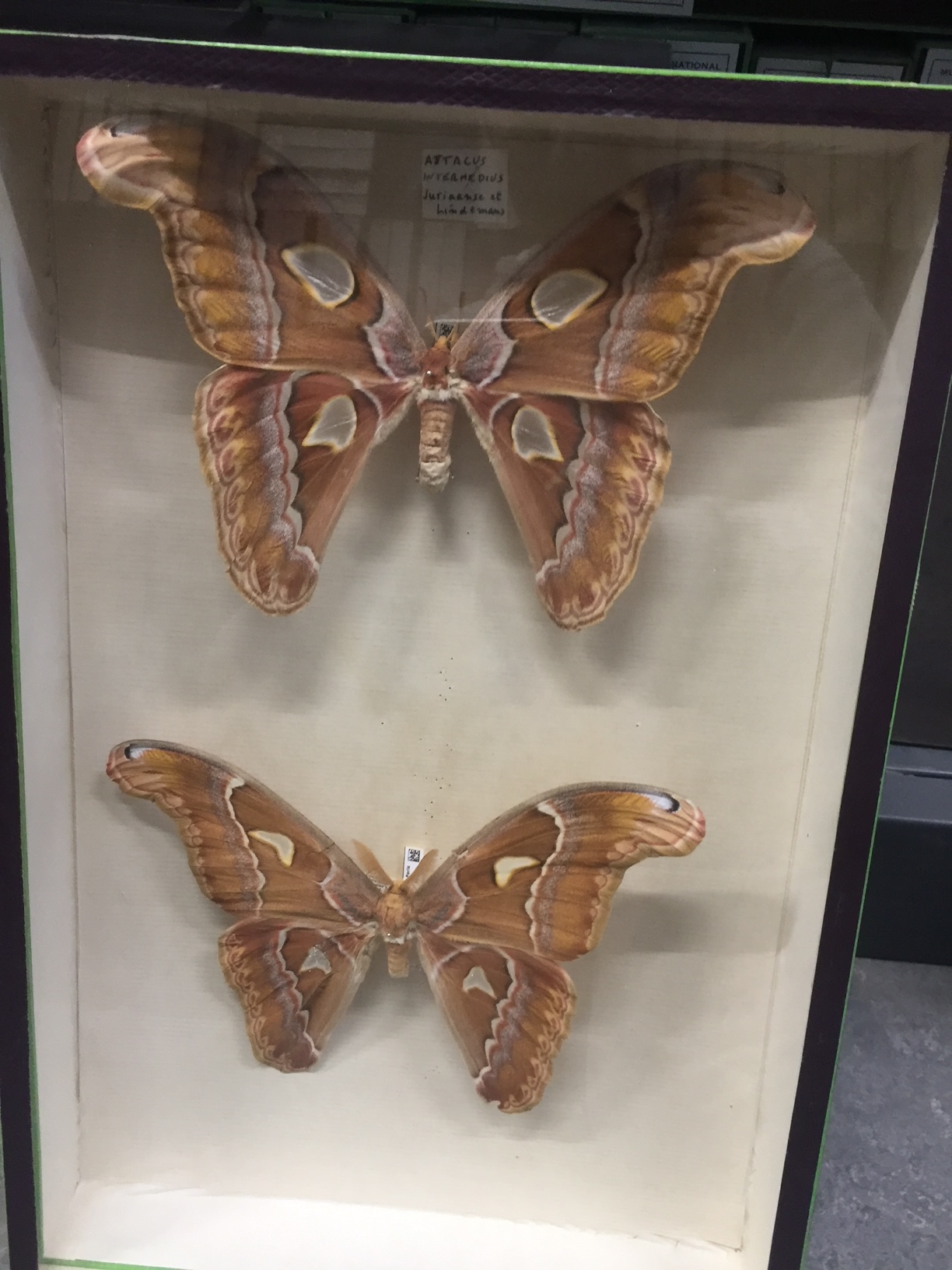
Un Attacus intermedius (no) au MNHN (Paris).